# Ляпунов, Александр Михайлович
Алекса́ндр Миха́йлович Ляпуно́в (6 июня 1857[…], Ярославль — 3 ноября 1918[…], Одесса, Херсонская губерния) — русский математик и механик. Основоположник теории устойчивости равновесия и движения механических систем с конечным числом параметров. Также работал в области дифференциальных уравнений, гидродинамики, теории вероятностей. Брат композитора С. М. Ляпунова.

## Биография

### Детство
Рязанские дворяне Ляпуновы считали себя Рюриковичами. Александр Михайлович родился 25 мая (6 июня) 1857 года в Ярославле в семье известного астронома, директора Демидовского лицея Михаила Васильевича Ляпунова. Первоначальное воспитание Александр Ляпунов и его младшие братья Сергей и Борис получили под руководством матери — Софьи Александровны. Однако систематическим ученьем с семилетнего возраста сыновей занимался отец, человек широких интересов (астрономия, история, философия, география и др.). Александру было 11 лет, когда его отец умер. Встал вопрос о дальнейшем образовании. Занятия удалось продолжить в семье Рафаила Михайловича Сеченова (брата знаменитого физиолога), жена которого приходилась Александру тётей по отцу.
В 1870 году Александр с матерью и братьями переезжает в Нижний Новгород. Этот переезд был вызван необходимостью продолжения обучения в среднем учебном заведении. Для Софьи Александровны были несомненны незаурядные способности сыновей, и она стремилась обеспечить условия для возможности дальнейшего обучения Александра и Бориса в университете, Сергея — в консерватории.
Об учёбе А. М. Ляпунова в гимназии сведений сохранилось немного. Математику и физику преподавал ему А. П. Грузинцев — талантливый педагог и учёный. Другим учителем, преподававшим математику Ляпунову, был Д. К. Гик. Осенью 1876 года А. М. Ляпунов окончил гимназию с золотой медалью.

### Студенческие годы
В 1876 году Ляпунов поступил на отделение естественных наук физико-математического факультета Петербургского университета. Однако, чувствуя склонность к математическим наукам, он уже через месяц перешёл на математическое отделение. В Петербургском университете в период обучения в нём Ляпунова или незадолго перед этим работали великие учёные П. Л. Чебышёв, Д. И. Менделеев и И. М. Сеченов, знаменитые профессора математики и механики А. Н. Коркин, О. И. Сомов, Д. К. Бобылёв, К. А. Поссе, Е. И. Золотарёв.
С первых дней учёбы в университете А. М. Ляпунов усердно занимался химией и увлечённо слушал лекции Д. И. Менделеева; даже после перехода на математическое отделение он продолжал изучение химии. А лекции и консультации П. Л. Чебышёва, ставшего учителем Ляпунова, во многом определили характер всей его последующей научной и преподавательской деятельности.
Большое внимание оказывал А. М. Ляпунову в это время профессор Д. К. Бобылёв, по представлению которого Ляпунов был оставлен при университете для подготовки к профессорскому званию по кафедре механики.
В 1881 году были опубликованы две первые работы: «О равновесии твёрдых тел в тяжёлых жидкостях, содержащихся в сосуде определённой формы» и «О потенциале гидростатического давления».
Сразу же после сдачи магистерских экзаменов в 1882 году А. М. Ляпунов приступил к поиску темы для магистерской диссертации. На эту тему он беседовал с П. Л. Чебышёвым. Задача Чебышёва состояла в следующем. Было известно, что равномерно вращающаяся вокруг некоторой оси жидкая однородная масса, частицы которой притягиваются друг к другу по закону Ньютона, может сохранять форму эллипсоида, пока угловая скорость вращения не превосходит определённого предела. Если же угловая скорость превысит этот предел, эллипсоидальные фигуры равновесия становятся невозможными. Если {\displaystyle \omega } — некоторое значение угловой скорости, которой соответствует эллипсоид равновесия {\displaystyle E}, и задано достаточно малое приращение угловой скорости {\displaystyle \varepsilon }, то поставленный вопрос состоит в следующем: существуют ли для угловой скорости {\displaystyle \omega +\varepsilon } иные фигуры равновесия, отличные от эллипсоидальных, и непрерывно изменяющихся при таком же изменении {\displaystyle \varepsilon }, и при {\displaystyle \varepsilon =0} совпадающие с эллипсоидом {\displaystyle E}? Впоследствии, когда Ляпунов продвинулся в решении и делился с учителем сведениями о всё новых возникающих затруднениях, сам Чебышёв удивлялся трудности предложенной им задачи.
Напряжённая работа над поставленной Чебышёвым проблемой продолжалась два года. При этом Ляпунову удалось успешно использовать метод последовательных приближений и подробно проанализировать первое приближение. Однако поскольку это приближение оказалось недостаточным, молодой Ляпунов не смог дать тогда полное решение задачи. После нескольких неудачных попыток он отложил решение этого вопроса. Но вопрос этот навёл его на другой — об эллипсоидальных формах равновесия, который и составил предмет его магистерской диссертации. Поставленная и решённая Ляпуновым задача ещё до него привлекала внимание ряда первоклассных учёных — Лиувилля, Римана, Томсона, Тэта и др. Однако исследования в этой области не обладали необходимой строгостью.

### Научная карьера
Защита магистерской диссертации дала право А. М. Ляпунову на преподавательскую деятельность. Весной 1885 года Ляпунов был утверждён в звании приват-доцента Петербургского университета. Но Ляпунов получил предложение занять вакантную кафедру механики Харьковского университета. В 1885 году Ляпунов переехал в Харьков начал в том же звании приват-доцента чтения лекций по всем курсам кафедры. А. М. Ляпунов не считал подготовку курсов делом вполне творческим и, говоря о первых годах своей работы в Харьковском университете, характеризовал их как перерыв в учёной деятельности. «А между тем курсы, составленные им по всем отделам механики, содержат такие ценные и иногда новые материалы, каких нельзя было найти ни в одном из имевшихся тогда руководств…» — писал В. А. Стеклов.
Свою короткую поездку в Петербург, во время которой 17 января 1886 года состоялась свадьба А. М. Ляпунова с Наталией Рафаиловной Сеченовой (его двоюродной сестрой), Александр Михайлович приурочил ко времени зимних каникул, не позволяя себе даже на короткое время приостановить преподавательскую деятельность.
Но период временного снижения научной активности Ляпунова вскоре остался позади. Если посмотреть страницы «Сообщений Харьковского математического общества» за 1887—1891 годы, где публиковались работы Ляпунова, можно увидеть, как целеустремлённо он приближается к всестороннему решению поставленной им перед собой проблемы.
По мнению механиков и математиков — современников А. М. Ляпунова, уже его магистерская диссертация по своему научному уровню и значимости полученных результатов значительно превосходила многие докторские диссертации. Имелась реальная возможность представить в качестве докторской диссертации обобщение магистерской и исследований, проведённых в Харьковском университете. Однако Ляпунов с присущей ему требовательностью к себе и к своим работам не пожелал этим заниматься.
Все эти годы А. М. Ляпунов упорно работал над своей докторской диссертацией «Общая задача об устойчивости движения». В этой фундаментальной работе Ляпунов всесторонне рассмотрел проблему устойчивости движения систем с конечным числом степеней свободы. Защита диссертации состоялась 30 сентября 1892 года в Московском университете. Оппонентами выступили профессор Н. Е. Жуковский и видный математик профессор Б. К. Млодзеевский. Защита прошла блестяще, и вскоре, в январе 1893 года тридцатипятилетний учёный получил звание ординарного профессора Харьковского университета. В этом университете он продолжал преподавательскую деятельность до весны 1902 года.

### Петербургский период
Официальным признанием заслуг А. М. Ляпунова явилось избрание его членом-корреспондентом Академии наук по разделу математических наук, состоявшееся в декабре 1900 года. Менее чем через год сорокачетырёхлетний Ляпунов был избран ординарным академиком по кафедре прикладной математики. По условиям того времени избрание в академики требовало обязательного переезда в Петербург. Весной 1902 Александр Михайлович переезжает в Петербург, где до 1915 г. живёт в доме на Среднем проспекте, 48.
Положение академика позволяло А. М. Ляпунову сосредоточить все свои силы на научных занятиях. Он возвращается к задаче о фигурах равновесия, предложенной ему Чебышёвым ещё 20 лет назад. В 1905 году на страницах «Записок Академии наук» появляется его труд «Об одной задаче Чебышёва». В последующие годы (1906—1914) выходит в свет на французском языке большой труд А. М. Ляпунова в четырёх частях «О фигурах равновесия однородной вращающейся жидкости, мало отличающихся от эллипсоидальных».
В первой части своего фундаментального труда Ляпунов вывел основные уравнения и указал метод, позволяющий совершенно строгим образом доказать существование новых фигур равновесия и определить эти фигуры с любой степенью точности. Полученный им результат казался парадоксальным: оказалось, что вращающаяся жидкость имеет не только эллипсоидальные фигуры равновесия, но и фигуры грушевидной формы, которые, правда, как доказал Ляпунов, всегда являются неустойчивыми.
Вторая часть этой работы посвящена расчётам путём последовательных приближений новых фигур равновесия, близких к эллипсоидам Маклорена. Для новых фигур выполнены также исследования угловой скорости вращения и момента количества движения. В третьей части труда Ляпунова эти же вопросы решаются для новых фигур равновесия, близких к эллипсоидам Якоби. Наконец, четвёртая часть посвящена новому методу разыскания фигур равновесия и установлению связи результатов, получаемых с его помощью, с формулами, использованными в первой части этого труда.
Важнейшим достижением Ляпунова стало создание теории устойчивости равновесия и движения механических систем, определяемых конечным числом параметров. Математическая сущность этой теории — исследование предельного поведения решений систем обыкновенных дифференциальных уравнений при стремлении независимого переменного к бесконечности. Работы А. М. Ляпунова по теории устойчивости движения служат сегодня глубоким научным фундаментом теории разнообразных автоматических устройств и, в частности, систем управления полётом самолётов и ракет.

### Последние дни
Наиболее напряжённой и драматической оказалась жизнь А. М. Ляпунова в Одессе, куда он с женой, Натальей Рафаиловной, выехал в июне 1917 года по настоянию врачей, в надежде на благотворное влияние южного климата на серьёзно ухудшившееся состояние её здоровья (туберкулёз лёгких). В начале осени 1918 года А. М. Ляпунов приступил к чтению лекций в Новороссийском университете (ныне — Одесский национальный университет имени И. И. Мечникова). Это был курс «О форме небесных тел». Курс лекций А. М. Ляпунова оборвался после седьмой лекции. Последнюю свою лекцию Ляпунов прочёл в последний понедельник своей жизни, 28 октября 1918 года.
В четверг, 31 октября, Наталия Рафаиловна умерла. Для Александра Михайловича удар был слишком сильный, хотя он давно понимал неизбежность такого исхода. В день смерти Наталии Рафаиловны Ляпунов выстрелил в себя и в течение трёх дней находился в бессознательном состоянии. 3 ноября 1918 года Александр Михайлович, не приходя в сознание, скончался в университетской хирургической клинике. Похоронен в Одессе на Втором христианском кладбище.

## Достижения
- Центральная предельная теорема Ляпунова
- Показатель Ляпунова
- Фрактал Ляпунова
- Функция Ляпунова
- Уравнение Ляпунова[англ.]
- Устойчивость по Ляпунову
- Время Ляпунова
- Поверхность Ляпунова
- Теорема Ляпунова

## Признание
- Академик Петербургской Академии наук (1901)
- член-корреспондент Парижской академии наук,
- член академии деи Линчеи и ряда других академий наук и научных обществ[7].

## Память
- С 1969 г. Российской академией наук вручается Премия имени А. М. Ляпунова[9].
- В честь А. М. Ляпунова назван астероид (5324) Ляпунов, открытый астрономом Крымской астрофизической обсерватории Людмилой Карачкиной 22 сентября 1987 года[10].
- Именем учёного названы улицы в Харькове[укр.] и в Москве.
- Санкт-Петербург
  - На фасаде Дома академиков (7-я линия Васильевского острова, 2/1, лит. А), где жил учёный, установлена мемориальная доска в память об А. М. Ляпунове[11].
- Одесса
  - На доме по улице Софиевской, 10, где проживал учёный, установлена мемориальная доска в его честь.
  - Во внутреннем дворике химического факультета Одесского национального университета установлен бюст учёного (Скульптор З. Д. Ломыкина, архитектор В. В. Мусаров, 1957 год)[12].
  - В честь учёного назван переулок от Софиевской улицы до улицы Пастера.
- Нижний Новгород
  - Стараниями инициативной группы преподавателей, аспирантов и студентов АПИ НГТУ при поддержке научной общественности Нижнего Новгорода, на здании бывшей гимназии, где некогда учился Ляпунов, в 2007 году была открыта мемориальная доска[13].

## Издания трудов
- Ляпунов А. М. Собрание сочинений. М.; Л.: Изд-во АН СССР, 1954—1959
  - Т.1. (недоступная ссылка) М.,1954. — 446 с.
  - Т.2. (недоступная ссылка) М.; Л.,1956. — 472 с.
  - Т.3. (недоступная ссылка) М., 1959. — 374 с.